# Turbinia
A Turbinia volt az első gőzturbina hajtású gőzhajó. 1894-ben épült kísérleti hajóként, és abban az időben könnyedén elnyerte a világ leggyorsabb hajójának címét. Ezt drámaian bizonyította az 1897-ben megtartott Spithead Haditengerészeti Díszszemlén, mely után az új generációs gőzhajók mintaképévé vált, és az ezután készült legtöbb hajó turbinahajtást kapott. A hajó maga megtekinthető Newcastle upon Tyne-ban a The Discovery Museumban (Felfedezések Múzeuma), az eredeti gőzturbina és hajtás pedig a London Science Museumban.

## Fejlesztés
Charles Algernon Parsons találta fel a reakciós gőzturbinát 1884-ben, és miután előre látta a hatalmas lehetőségeit hajógépként, 1893-ban megalapította öt társával a Marine Steam Turbine Company-t. Kezdetnek megépíttette a Wallsend on Tyne székhelyű Brown and Hood céggel a Turbinia nevű kísérleti hajót. Az admiralitás értesült a fejlesztésről, a hajót 1894. augusztus 2-án bocsátották vízre. A turbinameghajtás sikere ellenére a kezdeti egy hajócsavaros próbák kiábrándítóak voltak. Miután feltárták, hogy a nehézségek a kavitációval kapcsolatosak, Parsons kicserélte a gépet három sorba kötött reakciós gőzturbinára, melyek mindegyike egy-egy tengelyt hajtott meg tengelyenként három hajócsavarral. A próbák alkalmával 34 csomós (63 km/h-s) sebességet ért el, úgyhogy a fedélzeten tartózkodó utasok egyhangúlag úgy ítélték, hogy Charles Parsons Turbiniá-ja kétségtelenül az Északi-tenger díjnyertes agara lehetne.

## Bemutatás
1897. június 26-án Viktória királynő gyémántjubileumát ünnepelte Spitheadben, ahol grandiózus díszszemlét tartott a hadiflotta Edward walesi herceg, az admiralitás lordjai és külföldi előkelőségek előtt. Hirtelen arcátlan látványosságként feltűnt a Turbinia, amely minden akkori hajónál gyorsabb volt, és szédítő sebességgel föl-alá robogott a nagy hadihajók kettős sora között a hercegek és a nézőközönség orra előtt. Alig tudta kikerülni a haditengerészet egy naszádját, amely meg akarta állítani.
Ezzel a lenyűgöző sebesség- és teljesítménybemutatóval és további gyorsasági próbákkal, amelyet az admiralitás kérésére hajtottak végre, Parsons megalapította a Turbinia Works céget Wallsendben, ami ezután két torpedórombolót épített a Haditengerészet számára, a HMS Vipert és a HMS Cobrát, melyeket 1899-ben bocsátottak vízre. Bár mindkét hajó szerencsétlenül járt, az admiralitás meg volt elégedve velük. 1900-ban a Turbinia Párizsba ment, ott bemutatták a francia vezetésnek, majd bemutatták a párizsi kiállításon.
Az első turbinahajtású kereskedelmi hajó, a TS King Edward 1901-ben készült el. Az admiralitás megerősítette 1905-ben, hogy a Royal Navy jövendő hajói mind turbinahajtásúak lesznek, ezt követően 1906-ban bocsátották vízre az első gőzturbina-hajtású csatahajót, a HMS Dreadnoughtot.
A Turbiniát 1927-ben két részre vágták szét, de az 1960-as években restaurálták, amikor a newcastle-i Hadihajó Múzeumban kiállították.

## Külső hivatkozások
- A Turbinia rövid leírása
- Charles Parsons bemutatása
- Discovery Museum - Felfedezések Múzeuma
- E-könyv: "The Steam Turbine and Other Inventions of Sir Charles Parsons"
- Parsons és Turbinia. [2012. május 24-i dátummal az eredetiből archiválva].